# Pachhawang
Pachhawang – gaun wikas samiti w zachodniej części Nepalu w strefie Rapti w dystrykcie Rolpa. Według nepalskiego spisu powszechnego z 2011 roku liczył on 823 gospodarstwa domowe i 4333 mieszkańców (2450 kobiet i 1883 mężczyzn).